# Леман (верхний приток Камы)
Леман — река в России, протекает по Афанасьевскому району Кировской области. Устье реки находится в 1683 км по правому берегу реки Кама. Длина реки составляет 32 км. В 1,8 км от устья принимает слева реку Ердва.
Исток реки на Верхнекамской возвышенности у деревни Андриенки (Ичетовкинское сельское поселение) неподалёку от границы с Пермским краем. Река течёт на юго-запад, протекает деревню Слобода, ниже её течёт по лесному массиву. Притоки — Малый Леман, Подшиваха, Ольховка, Большая Речка (правые); Кушер, Ердва (левые). Впадает в Каму у села Гордино (центр Гординского сельского поселения). Ширина реки у устья около 15 метров.

## Данные водного реестра
По данным государственного водного реестра России относится к Камскому бассейновому округу, водохозяйственный участок реки — Кама от истока до водомерного поста у села Бондюг, речной подбассейн реки — бассейны притоков Камы до впадения Белой. Речной бассейн реки — Кама.
Код объекта в государственном водном реестре — 10010100112111100000139.